# La Pomarède
La Pomarède là một xã của Pháp, nằm ở tỉnh Aude trong vùng Occitanie. Người dân địa phương trong tiếng Pháp gọi là Pomarédois.

## Hành chính
| Danh sách các xã trưởng                |           |                                   |                |         |
| Giai đoạn                              | Giai đoạn | Tên                               | Đảng           | Tư cách |
| tháng 3 năm 2008                       | 2014      | Jean Jacques Régnier              | Sans étiquette |         |
| avril 1999                             | 2008      | Philippe de la Motte Saint-Pierre | Sans étiquette |         |
| 1995                                   | 1999      | Jacques Bonnemaison               | Sans étiquette |         |
| 1983                                   | 1995      | Guy Calvet                        |                |         |
|                                        | 1983      | Antoine Pujol                     | Sans étiquette |         |
| Tất cả các dữ liệu trước đây không rõ. |           |                                   |                |         |

## Thông tin nhân khẩu
| Năm | 1962 | 1968 | 1975 | 1982 | 1990 | 1999 | 2005 |
| --- | ---- | ---- | ---- | ---- | ---- | ---- | ---- |
| Dân số | 169  | 175  | 174  | 165  | 163  | 158  | 166  |
| From the year 1962 on: No double counting—residents of multiple communes (e.g. students and military personnel) are counted only once. |      |      |      |      |      |      |      |